# Lars Mortimer
Lars Mortimer, född 22 mars 1946 i Sundsvall, död 25 augusti 2014 i Alfta socken, Gävleborgs län, var en svensk tecknare och serieskapare som var upphovsman till den tecknade serien Hälge. Mortimer var bosatt i byn Långhed i norra Alfta socken i Hälsingland.

## Biografi
Mortimer studerade konsthistoria i Uppsala med motiveringen att han var intresserad av både konst och historia. Studierna ingick dock inte i någon medveten yrkes- eller karriärväg. Han studerade även praktisk filosofi, idé- och lärdomshistoria samt estetik med samma motivering. Snart visste han dock att det var serieskapande han ville arbeta med. Mellan 1972 och 1977 sökte och fick Mortimer arbete som redaktör på serieförlaget Semic för tidningarna 91:an och Knasen.
Mortimers första egna serie var björnen Bobo och dennes vänner Gnuttarna som hade en egen tidning åren 1978-1989. Efter nedläggningen av Bobo kom Mortimer i kontakt med engelsmannen Des Cox och tillsammans producerade de Vattenhålet (som numera finns med i tidningen Hälge från nr 1/2010), en serie om bland annat de två flodhästdamerna Gladys och Hilda.
Under 1991 publicerades de första Hälge-stripparna i tidningarna Svensk Jakt och Åsa-Nisse. Kort därefter publicerade man dem även i olika dags- och kvällstidningar som bland annat Aftonbladet. Hälge fick sin egen tidning under 2000 och har sedan dess givits ut en gång i månaden.
Lars Mortimer dog efter en tids sjukdom som började med njursvikt, men som sedan spred sig till andra delar av kroppen. ”Han har arbetat till och från. Det senaste halvåret har han inte jobbat alls, vi har bara hoppats på att det skulle vända och bli bra”, sa Ulla Mortimer till Aftonbladet då.
I november 2015 såldes rättigheterna för Hälge till Egmont Publishing i en miljonaffär. ”Vi kommer att starta egen produktion av serier och vidareutveckla varumärket i hans anda", uppgav Egmont Publishing till Aftonbladet då. Sex nya tecknare kommer att ta över tecknandet av serien.

## Serier av Lars Mortimer
| Namn          | År skapad  | Utgivningsår som egen tidning | Medverkan i övriga tidningar                                              |
| ------------- | ---------- | ----------------------------- | ------------------------------------------------------------------------- |
| Herr K        | 1970-talet | –                             | I de tidiga numren av Hälge under namnet Elaka Gubben                     |
| Bobo          | 1978       | 1978–1988                     | –                                                                         |
| Gnutten & C:O | 1978       | 1984–1990                     | Ursprungligen i Bobo                                                      |
| Vattenhålet   | 1989       | –                             | I Hälge sedan nr 1/2010                                                   |
| Hälge         | 1991       | 2000–                         | Premiär 1991 i tidningarna Svensk Jakt och Åsa Nisse, olika dagstidningar |

## Utmärkelser
- Adamsonstatyetten 2002 för serien Hälge